# جوزيف بريتون
جوزيف بريتون (بالإنجليزية: Joseph Britton)‏ هو سياسي أسترالي، ولد في 18 فبراير 1911، وتوفي في 28 مارس 1995. حزبياً، نشط في حزب العمال الأسترالي. وقد انتخب عضو مجلس نواب تسمانيا.